# Eat You Alive
"Eat You Alive" é uma canção escrita por Fred Durst, John Otto, Sam Rivers e Mike Smith, gravada pela banda Limp Bizkit.
É o primeiro single do quarto álbum de estúdio lançado em 2003, Results May Vary.

## Paradas
| Ano  | Parada                     | Posição |
| ---- | -------------------------- | ------- |
| 2003 | Hot Mainstream Rock Tracks | 16      |
| 2003 | Alternative Songs          | 20      |